# Euryspongia heroni
Euryspongia heroni är en svampdjursart som beskrevs av Gustavo Pulitzer-Finali 1982. Euryspongia heroni ingår i släktet Euryspongia och familjen Dysideidae.
Artens utbredningsområde är havet kring Australien. Inga underarter finns listade i Catalogue of Life.